# Vivo o morto
Vivo o morto è un romanzo techno-thriller pubblicato da Tom Clancy con Grant Blackwood del 2010. Descrive le attività antiterroristiche di una organizzazione segreta interna all'estabilishment americano e costituisce il seguito de I denti della tigre.

## Trama
Jack Ryan Jr, figlio dell'ex presidente statunitense Jack Ryan, ormai a tempo pieno in un'organizzazione segreta denominata Campus, creata dal padre alla fine del suo mandato presidenziale con lo scopo di combattere il terrorismo, insieme agli altri membri continua, di nascosto al padre, la caccia ai terroristi islamici ritenuti una minaccia per gli Stati Uniti.
Mentre varie storie parallele si dipanano nella trama, dall'incursione di un gruppo di ranger ai confini tra l'Afghanistan ed il Pakistan alla seduzione di un dipendente del Dipartimento per l'energia atomica statunitense da parte di una giovane prostituta turca selezionata da un ex agente del KGB per i terroristi ed infiltrata negli Stati Uniti, Jack junior salva il padre da un attentato individuando l'attentatore durante una conferenza alla Georgetown University.

## Edizioni
- Tom Clancy con Grant Blackwood, Vivo o morto, collana BUR Narrativa, traduzione di Roberta Cristofani, Cristina Proto, Patrizia Pulcina, Rizzoli, 2010, ISBN 978-88-17-05248-1.